# Reuss-Lobenstein-Ebersdorf
Reuss-Lobenstein-Ebersdorf, ook Reuss-Ebersdorf-Lobenstein of Reuss-Ebersdorf en Lobenstein, was een vorstendom in Thüringen dat bestond van 1824 tot 1848 en stond onder bestuur van Reuss jongere linie, een tak van het Huis Reuss.

## Geschiedenis
De staat ontstond op 7 mei 1824, toen met de dood van Hendrik LIV de linie Reuss-Lobenstein uitstierf. Zijn land viel hierop toe aan Hendrik LXXII, vorst van Reuss-Ebersdorf. Reuss-Lobenstein-Ebersdorf behoorde net als zijn beide voorgangers tot de Duitse Bond. Het was lid van de Zoll- und Handelsverein der Thüringischen Staaten en trad in 1834 toe tot de Duitse Zollverein.
De laatste jaren van het vorstendom verliepen zeer turbulent. In 1843 haalde vorst Hendrik LXXII de Ierse (maar naar eigen zeggen Spaanse) danseres Lola Montez naar Ebersdorf. In enkele weken maakte zij zich zo onmogelijk dat ze door de vorst het land werd uitgezet. In 1846 vertrok ze naar München waar ze de maîtresse van koning Lodewijk I werd, die vanwege zijn relatie met haar in 1848 moest aftreden.
In datzelfde jaar werd het ook Ebersdorf onrustig. Het volk eiste persvrijheid, een volksvertegenwoordiging en een onafhankelijke rechtspraak. De populaire vorst Hendrik LXXII deed, tot verbazing van zijn volk, op 1 oktober 1848 afstand van de troon en trok zich terug op het familiegoed in Saksen. Omdat er geen nakomelingen waren, kwam het vorstendom in bezit van Hendrik LXII, vorst van Reuss-Schleiz en werd het land samengevoegd met Reuss-Schleiz. Vanaf dat moment waren alle staten van Reuss jongere linie verenigd.

## Heersers

### Vorst
- 1824-1848: Hendrik LXXII (1797-1853, sinds 1822 vorst van Reuss-Ebersdorf)

Zie Huis Reuss voor een uitleg over de nummering van de vorsten.